# 顾慰连
顾慰连（1931年—1990年），男，江苏无锡人，中国作物栽培学与耕作学家、农业教育家，曾任沈阳农业大学校长、教授、博士生导师，中国农学会理事。

## 家庭
父亲顾毓琇。